# 스테파노 솔리마
스테파노 솔리마(Stefano Sollima, 1966년 5월 4일 ~ )는 이탈리아의 영화 감독, 영화 각본가이다. 영화 감독 겸 영화 각본가 세르조 솔리마의 아들이다.

## 작품 목록

### 영화
- A.C.A.B. (2012)
- 수부라 게이트 (2015)
- 시카리오: 데이 오브 솔다도 (2018)
- 아다지오 (2023)

### 텔레비전
- 고모라 (2014-16)
- 제로제로제로 (2019)